# Janota Gábor
Janota Gábor (Torda, 1936. január 27. – 2021. április 6.) magyar fagottművész.

## Életpályája
Iskolai tanulmányait Győrben végezte. 1956–1961 között a Zeneművészeti Főiskola hallgatója volt, ahol Rudas Imre oktatta. 1962–1970 között a Magyar Rádió Szimfonikus Zenekaranak első fagottosa volt. 1966–1968 között, valamint 1993–1994 között a Győri Zeneművészeti Szakiskola és Főiskola tanára volt. Az 1970-es években Kanadában dolgozott; zenekarban játszott, a New Chamber Winds tagja volt, szólózott és nyári kurzusokon tanított. 1970–1972 között, valamint 1974–1976 között a kanadai Londoni Szimfonikusok első fagottosa volt. 1972–2006 között a Zeneművészeti Főiskola oktatója, majd egyetemi docense volt. 1977–1993 között a Magyar Állami Hangversenyzenekar első, majd második fagottosa volt.
6 szólólemeze jelent meg. Kanadai egyetemeken oktatott, nyári kurzusokat adott Belgiumban.

## Magánélete
1964-ben házasságot kötött Bartalus Ilona (1940–2021) zenepedagógussal. Három gyermekük született: Zsófia (1968), Márton (1972) és Orsolya (1986).

## Díjai, elismerései
- A müncheni nemzetközi fagottverseny II. díja (1958)
- Artisjus-díj (1996)
- Liszt Ferenc-díj (2001)